# Marguerite Sechehaye
Marguerite Sechehaye (1887-1964) fue una psicóloga y psicoanalista suiza, miembro de la Asociación Suiza de Psicoanálisis.
Fue pionera en el tratamiento psicoanalítico de la esquizofrenia; y abordó el tema en su obra Diario de una esquizofrénica (1950), que fue llevada al cine en 1968 por Nelo Risi.